# Zafarwal
Zafarwal (en ourdou : ظفروال) est une ville pakistanaise située dans le district de Narowal, dans la province du Pendjab. Elle est la capitale du tehsil portant son nom. C'est la troisième plus grande ville du district.
La ville est située entre Sialkot à l'ouest et Narowal à l'est, et à seulement quelques kilomètres du Cachemire sous contrôle indien.
La population de la ville a été multipliée par plus de cinq entre 1972 et 2017 selon les recensements officiels, passant de 7 610 habitants à 39 251. Entre 1998 et 2017, la croissance annuelle moyenne s'affiche à 3,7 %, bien supérieure à la moyenne nationale de 2,4 %. Selon le recensement de 2023, la population de la ville monte à 52 639 habitants.
Près de 98 % des habitants de la ville parlent le pendjabi.
Essentiellement musulmane, la ville inclut une petite minorité chrétienne, comptant environ 600 fidèles.
Le taux d'alphabétisation de la ville s'élève à 83 % en 2023 (contre une moyenne nationale de 61 %), dont 87 % pour les hommes et 79 % pour les femmes.
|            | 1972 (rec.) | 1981 (rec.) | 1998 (rec.) | 2017 (rec.) | 2023 (rec.) |
| ---------- | ----------- | ----------- | ----------- | ----------- | ----------- |
| Population | 7 610       | 10 464      | 19 824      | 39 251      | 52 639      |